# McCauley Rock
Der McCauley Rock ist eine 1020 m hohe Felsformation im westantarktischen Queen Elizabeth Land. In der Forrestal Range der Pensacola Mountains ragt er 10 km nördlich des Mount Zirzow unmittelbar vor dem Ostrand des Lexington Table auf.
Der United States Geological Survey kartierte ihn anhand eigener Vermessungen und Luftaufnahmen der United States Navy aus den Jahren zwischen 1956 und 1966. Das Advisory Committee on Antarctic Names benannte ihn 1968 nach Clyde J. McCauley (* 1936), der zur Überwinterungsmannschaft auf der Ellsworth-Station im Jahr 1957 gehört hatte.